# Vidua fischeri
Vidua fischeri là một loài chim trong họ Viduidae.